# روبرت مونتجومري
روبرت مونتجومري هو لاعب رماية كندي، (ولد في لينكون في كندا 1891  م).

## وصلات خارجية
- روبرت مونتجومري على موقع أوليمبيديا (الإنجليزية)